# Río Franco
El río Franco es un afluente del río Arlanza que nace en la provincia de Burgos (Castilla y León, España). Desemboca en el río Arlanza en el término municipal de Peral de Arlanza.

## Toponimia
Este río ha sido nombrado como "Río de los Francos" (Rivo-francorum), "Río Francos" y actualmente "Río Franco".
La idea más extendida es que este río debe el origen de este nombre tan significativo a que este vocablo, de origen germánico, se deba al establecimiento de poblados en la cuenca de este río durante las invasiones de francos-alamanos de finales del siglo III. 
También existe la idea que se debe a la repoblación de El Cerrato castellano por parte de los "francos" (franceses) que repoblaron, en el siglo X, gran parte junto con mozárabes, asturianos y cántabros.
Otra versión es que toma nombre por el modelo de jurisdicción que lo administraba, ya que pudo ser territorio "franco", libre en época bajo medieval.

## Curso
El arroyo Valtrasero, que nace en el páramo de El Enebral (Fontioso), es afluente del río Franco. 
Nacido a 920 m s. n. m. en las calizas pontienses de los páramos en la ubicación noroccidental del término municipal de Villafruela, Burgos. Entre las margas, yesos y calizas sarmentienses abre un pequeño valle, meandriforme, de fondo plano, relleno de materiales aluviales que dan lugar a una estrecha vega muy fértil. Entre Espinosa de Cerrato y Cobos de Cerrato, el río corre a unos 100 m por debajo del nivel de los páramos, en cuyos bordes nacen algunas fuentes cuyas aguas acrecientan su caudal. 
Este río discurre en un corto recorrido, de poco más de veinte kilómetros, por la esquina sudoeste de El Cerrato Palentino las provincias de Palencia y Burgos. Su nacimiento está en Cilleruelo de Abajo, y recoge el arroyo Valtrasero que nace en Fontioso. El arroyo La Manga que nace en el vértice entre los términos de Cilleruelo de Abajo, Torresandino y Villafruela, desemboca en el río Franco en Villafruela.
El paisaje que atraviesa son los desabrigados y deforestados páramos calcáreos, aunque a su paso por Villafruela forma un profundo embalse de aguas cristalinas, en una zona llamada por los lugareños "el puente abajo". 
Sus limpias y cristalinas aguas han originado numerosas zonas encharcadas y palustres, donde han surgido numerosos depósitos de turba (turberas fósiles), que provocaron enfrentamientos entre quienes proponían su explotación y los que abogaban por su defensa y preservación. 
En invierno, el río emana vapor de agua producto de la alta temperatura del subsuelo, todavía sin explotar para producir energía geotérmica.
Hasta la década de 1980 aún se pescaban truchas, así como cangrejos de río.
Hoy en día se siguen pescando truchas, siendo este un río libre en lo referente a la pesca.
Aunque es cierto que tanto la cantidad como el tamaño han mermado.
El cangrejo autóctono en este río ha sido sustituido por el cangrejo señal, el cual no se sabe muy bien cual ha sido su adaptación a este río, dado que ha habido años de mucha abundancia así como otros de escasez.

## El Río Franco en el diccionario Madoz
«En la provincia de Burgos, partido judicial de Lerma; tiene su origen en unas fuentes que se hallan en el despoblado de Laguna conocido hoy por el Campanario perteneciente á dicha villa de Lerma. Hasta el citado sitio llega el arroyo titulado Matajudíos que está seco la mayor parte del año y se dirige desde el término de Fontioso atravesando el terreno de los Enebrales de la comunidad de Lerma. Después corre con aquel nombre por los términos y pueblos de Villafruela, Espinosa de Cerrato, Royuela y Cobos (los dos últimos del partido de Baltanás) á dar á la granja de Hontoruela en cuya jurisdicción y dirección al Norte desagua en el Arlanza. Es de curso perenne y da impulso a 16 ruedas de molinos criándose en él abundante pesca de cangrejos, bermejas y algunas anguilas; no tiene más puentes que los provisionales que construyen los pueblos por donde pasa para su servicio.»

## Localidades que atraviesa
Cilleruelo de Abajo, término municipal, Burgos, nacimiento.
- Villafruela (Burgos)
- Espinosa de Cerrato (Palencia)
- Cobos de Cerrato (Palencia)
- Royuela de río Franco (Burgos)
- Retortillo (Burgos)
- Hontoria de Río Franco (Burgos)